# Động đất Hồ Kivu 2008
Động đất Hồ Kivu 2008 (tiếng Anh: 2008 Lake Kivu earthquake) là trận động đất xảy ra vào lúc 9:34 (theo giờ địa phương), ngày 3 tháng 2 năm 2008. Trận động đất có cường độ 5.9 richter, tâm chấn độ sâu khoảng 10 km. Hậu quả trận động đất đã làm 44 người chết, 349 người bị thương.